# Dépeceur de Mons
L'Affaire du Dépeceur de Mons est le surnom utilisé par la presse belge pour désigner un dossier judiciaire concernant l’assassinat de cinq femmes dans la région de Mons en Belgique, entre 1996 et 1997.
À ce jour, le ou les auteurs de ces faits ne sont pas identifiés.

## Les découvertes

### Le 22 mars 1997
Le 22 mars 1997, le policier Olivier Motte se rend à cheval sur son lieu de travail lorsqu'il découvre la présence de plusieurs sacs-poubelle en contrebas de la rue Émile Vandervelde à Cuesmes. Ils sont au nombre de huit, dans lesquels se trouvent des restes humains. Il s'ensuit la descente sur place du juge d'instruction Pierre Pilette. Les membres proviennent de trois femmes, à savoir : Martine Bohn, Jacqueline Leclercq et Nathalie Godard. Il s'agit de bras et de jambes.
Sur les huit sacs, cinq proviennent  de la commune de Knokke-Heist et portent une mention en faisant état.
Le dimanche 23 mars, un neuvième sac est découvert dans cette même rue.

### Le 24 mars 1997
Le 24 mars 1997, le nombre de sacs découverts est porté à dix avec la découverte d'un sac contenant le buste d'une femme au chemin de l'Inquiétude à Mons. La végétation intacte sous le sac montre que celui-ci a été déposé la veille alors que la ville était quadrillée par les forces de police à la recherche d'indices ou pendant la nuit : le meurtrier semble les défier.

### Le 12 avril 1997
Le 12 avril 1997 deux sacs sont découverts à Havré, dans la rue du Dépôt, à proximité de la rivière de la Haine, un affluent de l'Escaut. Un pied, une jambe et une tête se trouvent dans les sacs. C'est la seule tête découverte dans le cadre de l'affaire.

## Les victimes
Des restes humains ont été découverts dans la région de Mons, ainsi que dans le nord de la France, entre mars 1997 et avril 1998, souvent dans des sacs poubelles. La mutilation systématique des corps a rendu difficile leur identification. Les sacs poubelles ont été retrouvés dans des lieux aux noms évocateurs : « avenue des Bassins », dans la rivière « Haine », « chemin de l'Inquiétude », « rue du Dépôt », « chemin de Bethléem » à proximité de la rivière « Trouille », etc. En plus des corps, des sous-vêtements de couleurs vives sont également découverts dans les sacs. Toutes les victimes avaient pour point commun de fréquenter le quartier de la gare de Mons, et étaient toutes en proie à des difficultés socio-économiques ou familiales.

### Carmelina Russo
Carmelina Russo, 42 ans, disparue le 4 janvier 1996. Son bassin est découvert le 21 janvier suivant dans l'Escaut à Château-l’Abbaye, dans le département du Nord en France.

### Martine Bohn
Martine Bohn, 43 ans, disparue le 21 juillet 1996, ancienne prostituée originaire de France. En juillet 1996, son buste est repêché près de Mons, dans la Haine.

### Jacqueline Leclercq
Jacqueline Leclercq, 33 ans, mère de 4 enfants, disparue depuis le 22 décembre 1996. Ses bras et ses jambes, sont retrouvés par un policier le 22 mars 1997 dans neuf sacs poubelle en contrebas de la rue Émile Vandervelde à Cuesmes,.

### Nathalie Godart
Nathalie Godart, 22 ans, disparue en mars 1997. Son buste est retrouvé dans la Haine.

### Begonia Valencia
Begonia Valencia, 38 ans, disparue de son domicile de Frameries le 3 juillet 1997. Son crâne est retrouvé à Hyon, le 18 octobre 1997.

## L'enquête
Pour les besoins de l'enquête, une cellule est spécialement crée, elle est baptisée la cellule Corpus.
Cette cellule est dirigée par le juge d'instruction Pierre Pilette du parquet de Mons.
Dès le début de l'enquête, celui-ci fait part du manque d'effectif mis à disposition de la cellule Corpus, en vain, l'affaire étant considérée comme étant « locale ».
En 2007, la cellule ne compte plus que quatre enquêteurs.

## Les suspects et autres hypothèses
Durant l'enquête plusieurs personnes ont pu être suspectées d'être impliquées dans ces meurtres, mais aucune charge probante n'a été retenue contre elles :
- Léopold Bogaert dit le « gitan », l’ex-petit ami de Nathalie Godart fut inculpé et libéré quinze jours plus tard. Des analyses ADN ont permis de le disculper.
- En 2007, l’arrestation à New York d’un dépeceur suscite l’intérêt : Smail Tulja alias Dzulric, 67 ans, est soupçonné de deux autres crimes dans son pays d’origine, le Monténégro. Il aurait séjourné en Belgique au moment des meurtres, notamment à Verviers et à Arlon. Mais aucune trace de lui à Mons. Cette piste a été abandonnée par les enquêteurs belges.
- Les enquêteurs ont également interrogé la base du Shape, le centre de commandement militaire des forces de l'OTAN en Europe située à Casteau, pensant que le dépeceur avait pu travailler pour l’OTAN avant de repartir dans son pays d’origine.
- En février 2010, un médecin montois de 62 ans, Jacques Antoine, est arrêté pour l’agression d’une esthéticienne. Peu avant, deux lettres l’accusant d’être le dépeceur, signées par son fils[10], avaient été envoyées au juge d’instruction, au procureur et aux policiers[11]. L'auteur des lettres avançait que son père s'était rendu à de nombreuses reprises à Knokke-Heist entre 1985 et 1995, commune dont certains sacs poubelles portaient la mention. Cependant, l'enquête a démontré qu'il s'agissait d'un lot refusé et donc vendu dans un magasin montois[10]. Il est également fait mention dans les courriers de la passion du docteur Jacques Antoine pour les armes à feu, alors qu'aucune des victimes du dépeceur de Mons n'a été tuée à l'aide de ce type d'arme[10]. Il en est de même pour la voiture de l'intéressé,  qui ne correspond pas à celle aperçue par un témoin[10]. Finalement, aucune preuve n’a pu établir qu’il était l’assassin.

L'identité du tueur – pour autant que les meurtres en question soient véritablement l'œuvre d'un seul et même individu – demeure à ce jour inconnue. Il est à noter qu'entre le début de l'enquête en 1997 et 2010, près de 1700 dénonciations ont été faites.

## Documentaires télévisés
- « L'ombre du dépeceur de Mons » dans Devoir d'enquête diffusé le 29 juin 2011 sur la Une (RTBF).
- « Le mystérieux dépeceur de Mons » (troisième reportage) dans « ... à Bruxelles » le 30 septembre 2013 dans Crimes sur NRJ 12.
- « Affaire Leclercq : le dépeceur de Mons » premier reportage dans Chroniques criminelles diffusé le 31 mai 2014 sur NT1.

## Émission radiophonique
- « Le dépeceur de Mons » dans L'Heure du crime présentée par Jacques Pradel sur RTL France.
- Le dépeceur de Mons. La Haine et la Trouille[12], Affaires sensibles, présentée par Fabrice Drouelle sur France Inter.

### Vidéos
- McSkyz, « 5 femmes découpées, ce tueur en série a horrifié la Belgique : Le dépeceur de Mons », sur YouTube, février 2025
- Sonya Lwu, « Le mystère du dépeceur de Mons : Le dépeceur de Mons », sur YouTube, mars 2025